# Leszek Małkowski

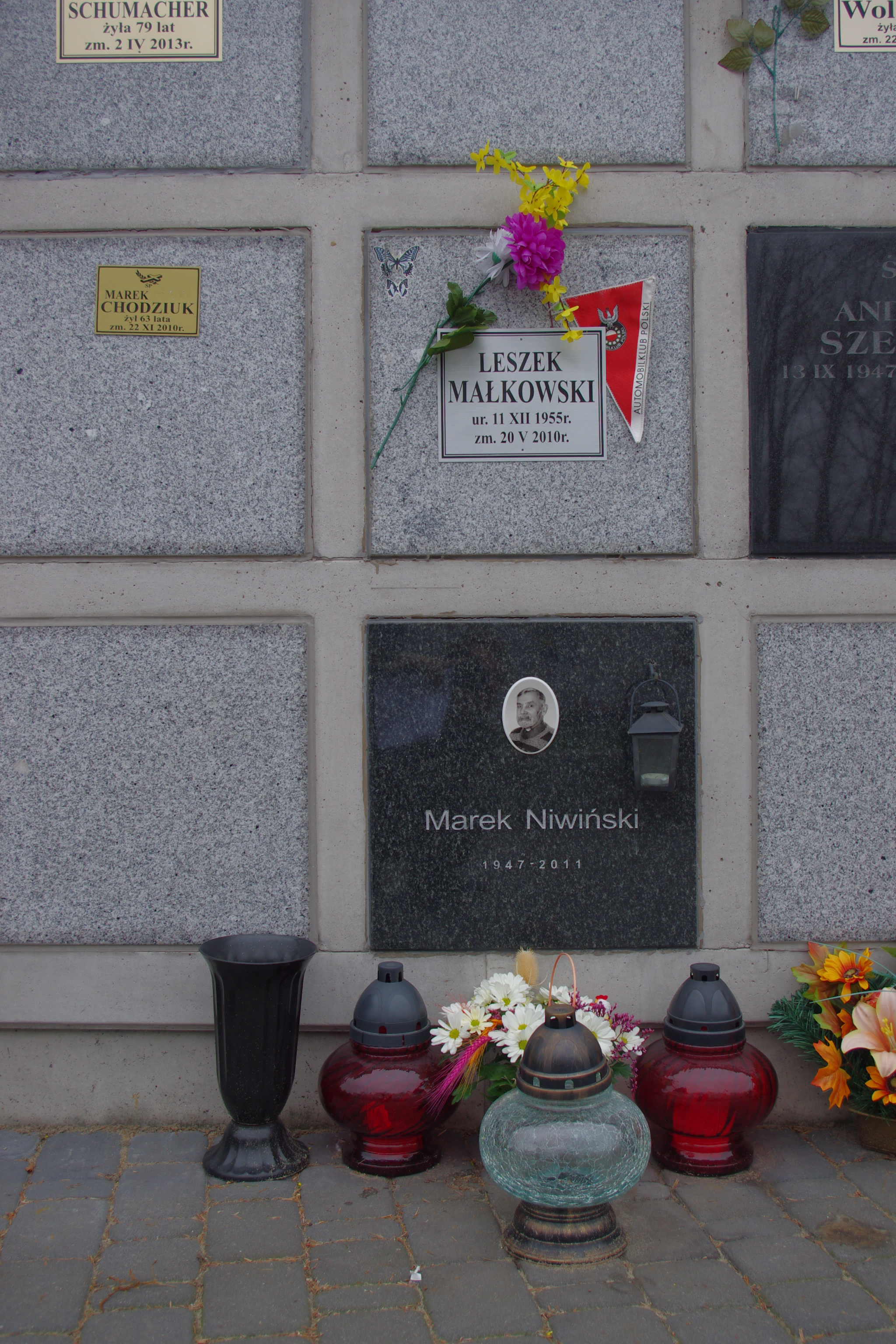
Grób fotoreportera i dziennikarza sportów samochodowych Leszka Małkowskiego (1955-2010) na Cmentarzu Komunalnym Północnym w Warszawie

Leszek Małkowski (ur. 11 grudnia 1955, zm. 20 maja 2010 w Warszawie) – polski fotoreporter i dziennikarz sportów motoryzacyjnych, działacz motoryzacyjny. 
Był związany z Automobilklubem Rzemieślnik oraz torem w Słomczynie. Był jednym z najbardziej znanych fotoreporterów rajdowych w Polsce. Wraz z kierowcą rajdowym Władysławem Paszkowskim był autorem książki Zanim wystartujesz, wydanej nakładem wydawnictwa ”Sport i Turystyka” w 1983 r.
Zmarł na skutek niewydolności krążenia i ustania akcji serca. Został pochowany 27 maja 2010 r. na cmentarzu w Wólce Węglowej, w Warszawie. 